# Callos a la andaluza
Pour les articles homonymes, voir Serranito.
Le menudo (en Andalousie) ou les callos a la andaluza (dans le reste de l'Espagne) sont une spécialité culinaire à base de tripes (callos) typique de la cuisine andalouse. Contrairement aux autres plats de tripes de la cuisine espagnole, ce plat utilise des pois chiches dans sa préparation, c'est pourquoi il est parfois appelé : callos con garbanzos. C'est un plat d'hiver qui est servi chaud, traditionnellement dans un pot en argile. Il est également appelé menudo gitano (« tripes gitanes ») car c'est l'un des ragoûts caractéristiques de la cuisine gitane.
L'apparition de la recette de ce plat de tripes mentionnée par Juan de Altamiras dans son ouvrage Novísimo arte de cocina suggère qu'il existait dans la cuisine andalouse au début du XIXe siècle.

## Caractéristiques
Ce plat utilise généralement des pois chiches dans un rapport de quatre pour un, c'est-à-dire que pour chaque demi-kilo de pois chiches, on ajoute deux tripes. Lors de la préparation de ce plat, pendant la cuisson, les tripes diminuent (deviennent plus petites) à mesure que les pois chiches grossissent. Le problème de ce plat est la cuisson des tripes et des pois chiches, qui peut se faire en même temps ou séparément. Du saindoux est généralement utilisé pour la cuisson. Il est servi chaud, parfois dans une casserole en terre cuite.